# Supercopa de Jordania
La Supercopa de Jordania es una competición anual de fútbol que enfrenta al campeón de la Liga Premier de Jordania y el vencedor de la Copa de Jordania.
La primera edición fue disputada en 1981.

## Finales
| Temporada | Campeón             | Resultado                           | Finalista           |
| --------- | ------------------- | ----------------------------------- | ------------------- |
| 1981      | Al-Faisaly (Amán)   | 1 - 1 (5-3 pen.)                    | Al-Wehdat           |
| 1982      | Al-Faisaly (Amán)   | 1 - 0                               | Al-Ramtha           |
| 1983      | Al-Ramtha           | 1 - 0                               | Al-Wehdat           |
| 1984      | Al-Faisaly (Amán)   | 1 - 0                               | Al-Ramtha           |
| 1985      | Al Jazira Ammán     | 1 - 0                               | Ammán SC            |
| 1986      | Al-Faisaly (Amán)   | 1 - 0                               | Al-Wehdat           |
| 1987      | Al-Faisaly (Amán)   | 1 - 0                               | Al-Wehdat           |
| 1988      | No disputada        | No disputada                        | No disputada        |
| 1989      | Al Deffatain        | 1 - 1 (4-3 pen.)                    | Al-Faisaly (Amán)   |
| 1990      | Al-Ramtha           | 3 - 0                               | Al-Faisaly (Amán)   |
| 1991      | Al-Faisaly (Amán)   | 3 - 1                               | Al-Ramtha           |
| 1992      | Al-Wehdat           | 1 - 1 (4-2 pen.)                    | Al-Ramtha           |
| 1993      | Al-Faisaly (Amán)   | 2 - 1                               | Al-Wehdat           |
| 1994      | Al-Faisaly (Amán)   | 1 - 0                               | Al-Ramtha           |
| 1995      | Al-Faisaly (Amán)   | 4 - 1                               | Al-Wehdat           |
| 1996      | Al-Faisaly (Amán)   | 1 - 0                               | Al-Wehdat           |
| 1997      | Al-Wehdat           | 2 - 0                               | Al-Ramtha           |
| 1998      | Al-Wehdat           | 4 - 2                               | Al-Ramtha           |
| 1999      | No disputada        | No disputada                        | No disputada        |
| 2000      | Al-Wehdat           | 2 - 1                               | Al-Faisaly (Amán)   |
| 2001      | Al-Wehdat           | 2 - 1                               | Al-Faisaly (Amán)   |
| 2002      | Al-Faisaly (Amán)   | 3 - 0                               | Al-Hussein Irbid    |
| 2003      | Al-Hussein Irbid    | 2 - 1                               | Al-Faisaly (Amán)   |
| 2004      | Al-Faisaly (Amán)   | 2 - 1                               | Al-Hussein Irbid    |
| 2005      | Al-Wehdat           | 2 - 0                               | Al-Faisaly (Amán)   |
| 2006      | Al-Faisaly (Amán)   | 2 - 0                               | Shabab Al-Ordon     |
| 2007      | Shabab Al-Ordon     | 2 - 0                               | Al-Wehdat           |
| 2008      | Al-Wehdat           | 2 - 0                               | Al-Faisaly (Amán)   |
| 2009      | Al-Wehdat           | 2 - 1                               | Shabab Al-Ordon     |
| 2010      | Al-Wehdat           | 1 - 0                               | Al-Faisaly (Amán)   |
| 2011      | Al-Wehdat           | 3 - 0                               | Manshia Bani Hassan |
| 2012      | Al-Faisaly (Amán)   | 3 - 0                               | Manshia Bani Hassan |
| 2013      | Shabab Al-Ordon     | 2 - 0                               | That Ras            |
| 2014      | Al-Wehdat           | 2 - 0                               | Al Buqa'a           |
| 2015      | Al-Faisaly (Amán)   | 1 - 0                               | Al-Wehdat           |
| 2016      | Al-Ahli Sports Club | 2 - 1                               | Al-Wehdat           |
| 2017      | Al-Faisaly (Amán)   | 2 - 1                               | Al-Faisaly (Amán)   |
| 2018      | Al-Wehdat           | 2 - 1                               | Al-Faisaly (Amán)   |
| 2020      | Al-Faisaly (Amán)   | 1 - 1 (4-3 pen.)                    | Al-Faisaly (Amán)   |
| 2021      | Al-Wehdat           | 2 - 0                               | Al Jazira Ammán     |
| 2022      | Al-Ramtha           | 2 - 0                               | Al-Faisaly (Amán)   |
| 2023      | Al-Wehdat           | 2 - 1 1 - 0 (ganó 3-1 en el global) | Al-Faisaly (Amán)   |

## Títulos por club
| Club                        | Campeón | Años campeón                                                                                         |
| --------------------------- | ------- | --- |
| Al-Faisaly Club             | 17      | 1981, 1982, 1984, 1986, 1987, 1991, 1993, 1994, 1995, 1996, 2002, 2004, 2006, 2012, 2015, 2017, 2020 |
| Al-Wehdat SC (Al-Deffatain) | 15      | 1989, 1992, 1997, 1998, 2000, 2001, 2005, 2008, 2009, 2010, 2011, 2014, 2018, 2021, 2023             |
| Al-Ramtha SC                | 3       | 1983, 1990, 2022                                                                                     |
| Shabab Al-Ordon Club        | 2       | 2007, 2013                                                                                           |
| Al-Hussein Club             | 1       | 2003                                                                                                 |
| Al Jazira Club              | 1       | 1985                                                                                                 |
| Al-Ahli SC                  | 1       | 2016                                                                                                 |